# Servei Nacional de Salut (Anglaterra)
El Servei Nacional de Salut (en anglès National Health Service, abreviat NHS) és el sistema sanitari finançat amb fons públics a Anglaterra i un dels quatre sistemes del Servei Nacional de Salut del Regne Unit. És el segon sistema sanitari de pagament únic més gran del món després del Sistema Únic de Salut brasiler. Finançat principalment pel govern mitjançant impostos generals (més una petita quantitat de contribucions de les assegurances nacionals), i supervisat pel Departament de Salut i Assistència Social, el NHS ofereix assistència sanitària a tots els residents legals anglesos i residents d'altres regions del Regne Unit, amb la majoria serveis gratuïts al punt d'ús. Alguns serveis, com el tractament d'emergències i el tractament de malalties infeccioses, són gratuïts per a la majoria de la gent, inclosos els visitants.
L'assistència sanitària gratuïta en el punt d'ús prové dels principis bàsics de la fundació del Servei Nacional de Salut. L'informe de Beveridge de 1942 (elaborat conjuntament pels diversos partits) establia els principis del NHS que van ser implementats pel govern laborista el 1948. El ministre de Salut Laborista, Aneurin Bevan, és popularment considerat el fundador del NHS, tot i no haver estat mai formalment referit com a tal. A la pràctica, "gratuït en el punt d'ús" normalment significa que qualsevol persona està legitimada i totalment registrada en el sistema (és a dir, que posseeix un número del NHS), disponible per a residents legals del Regne Unit independentment de la seva nacionalitat (però no de ciutadans britànics no residents), de poder accedir a tota l'amplitud de l'atenció mèdica crítica i no crítica, sense pagament, llevat d'alguns serveis específics del NHS, per exemple proves oculars, atenció dental, receptes i aspectes de l'atenció a llarg termini. Aquests càrrecs solen ser inferiors als serveis equivalents proporcionats per un proveïdor privat i molts són gratuïts per a pacients vulnerables o de baixos ingressos.
El NHS proporciona la major part de l'assistència sanitària a Anglaterra, incloent atenció primària, atenció hospitalària, atenció sanitària a llarg termini, oftalmologia i odontologia. La llei de serveis nacionals de salut de 1946 va entrar en vigor el 5 de juliol de 1948. L'assistència sanitària privada ha continuat en paral·lel al NHS, pagat en gran part per assegurances privades: l'utilitza aproximadament el 8% de la població, generalment com a complement als serveis del NHS.
El NHS es finança en gran part amb els impostos generals, amb una petita quantitat aportada pels pagaments de les assegurances nacionals i de les taxes que s'apliquen d'acord amb els recents canvis de la Llei d'immigració de 2014. El departament governamental del Regne Unit responsable del NHS és el Departament de Salut i Assistència Social, dirigit per la Secretaria d'Estat de Salut i Assistència Social. El 9 de gener de 2018, el Departament de Salut va passar a anomenar-se Departament de Salut i Assistència Social. El Departament de Salut tenia un pressupost de 110.000 milions de lliures esterlines el 2013-14, la major part de la qual es va destinar al NHS.